# Грушевський Сергій Григорович
Сергі́й Григо́рович Груше́вський (24 червня 1892, Кам'янка Чигиринського повіту Київської губернії — 3 листопада 1937, урочище Сандармох у Карелії) — кандидат у члени 1-ї Державної думи та Установчих зборів, перший професор історії Донецького інституту народної освіти (Луганськ) у 1926–1930 роках, проректор із навчальної роботи, декан факультету соціального виховання та професор кафедри класової боротьби ДІНО, заступник директора інституту з наукової роботи, далекий родич Михайла Грушевського.

## Батьки
Батько — Григорій Миколайович Грушевський, священик на Черкащині. 1921 року перейшов в юрисдикцію Української автокефальної православної церкви. Після арешту 1937 року Г. Грушевський відбував покарання у сибірських таборах, де й загинув.
Мати — Ольга Грушевська (до шлюбу Ранцова) походила з петербурзької інтелігентної літературної родини.
Григорій та Ольга повінчались у Києві. У шлюбі мали трьох синів Сергія, Василя, Лева та дочку Ярину. Під час Другої світової війни Ярина, що була одруженою з етнічним німцем, вивезла матір до Німеччини, де вона 1945 року померла.
Хрещеним батьком Сергія був його далекий родич Михайло Грушевський, майбутній видатний український історик.

## Біографія

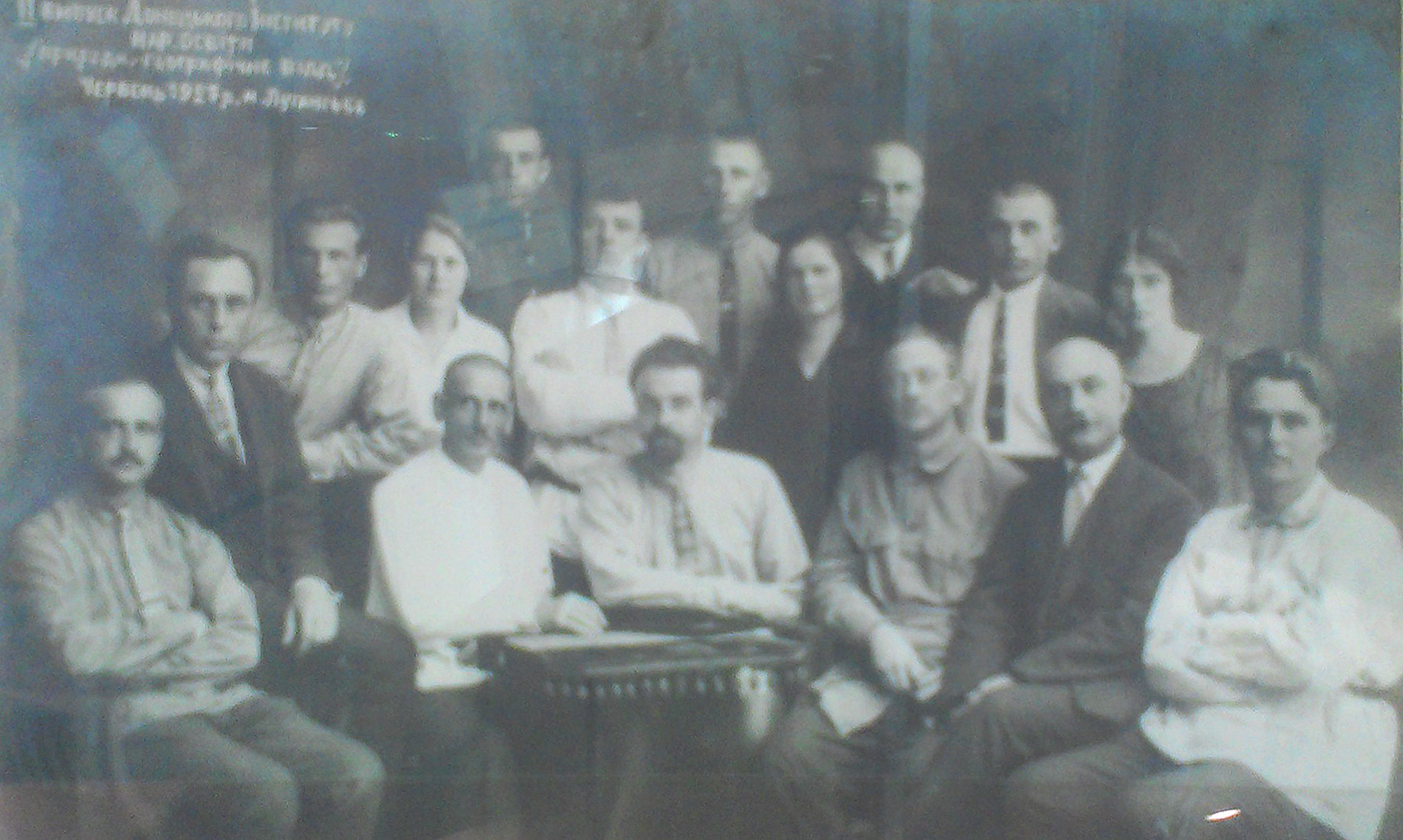
С. Грушевський (крайній справа) серед викладачів і студентів ДІНО, 1928 р.

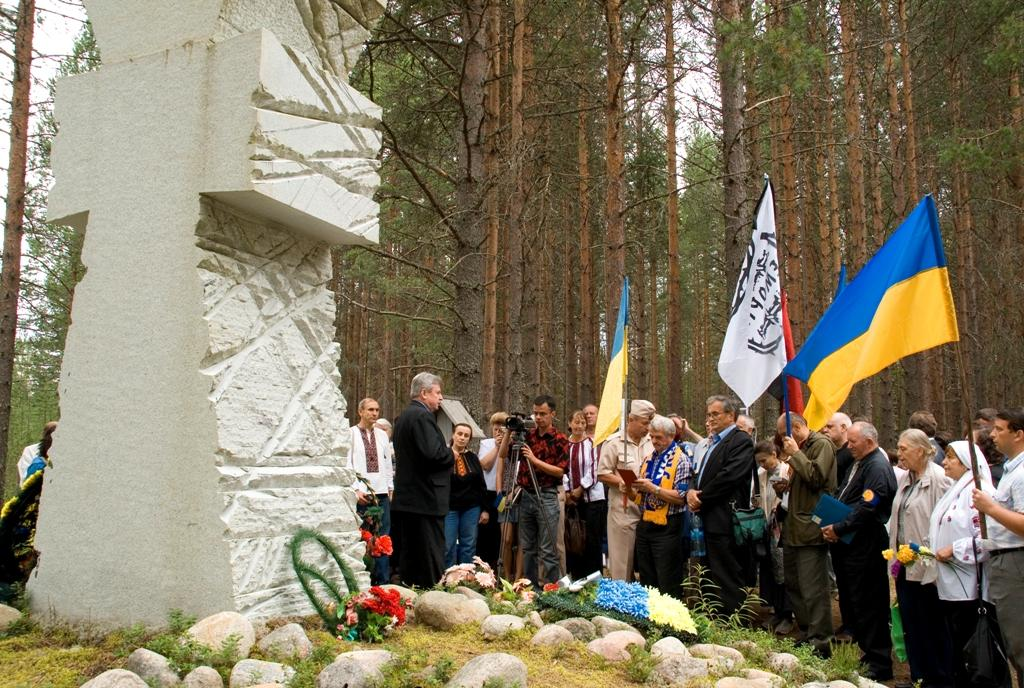
Меморіальний хрест на місці сталінських розстрілів в урочищі «Сандармох»

Сергій Грушевський закінчив 11 червня 1909 року із золотою медаллю гімназію у Златополі, де навчались чи викладали В. Винниченко, М. Зеров, П. Филипович, Б. Лятошинський та його стрий щонайбільше у третьому поколінні Грушевський Григорій Іванович.
1909 року вступив до Київського університету, який закінчив в 1913 році зі срібною медаллю і залишений на кафедрі історії професорським стипендіатом.
Був членом молодіжного чорносотенського товариства «Двуглавый орел», яка проводила українофобські та антисемітські акції, зокрема перешкоджала відзначенню 100-річчя Тараса Шевченка. 1917 року був заступником голови Київського клубу російських націоналістів, гласним Київської міської думи (за списком відомого монархіста Шульгіна).
1916 року Сергій Грушевський одружився з Ольгою Левитською, дочкою священика на Чигиринщині.
У 1921 році став засновником та директором Інституту народної освіти імені III Інтернаціоналу у Златополі, на який було реорганізовано Златопільську гімназію.
З 1922 року працював у Полтаві інспектором губернського відділу освіти та викладачем Полтавського інституту народної освіти. У травні 1923 року було випадково знайдено його публікацію в старому монархічному чорносотенному журналі. Тому за «буржуазний націоналізм» публічно покаявся в місцевій пресі. У 1925–1930 роках брав найактивнішу участь у розбудові Донецького інституту народної освіти. Був професором і деканом цього закладу вищої освіти. Спокутуючи «гріхи молодості», активно займався його українізацією.
Саме він був ініціатором та основним розробником проєкту створення Наукового товариства на Донеччині в м. Луганську. 20 вересня 1926 року відбулося перше установче та організаційне засідання Наукового товариства Донбасу в приміщенні педагогічного музею ДІНО. Цей день і став днем народження НТД. На засіданні була присутня наукова інтелігенція міста у загальній кількості 35 осіб: 4 професори, 5 інженерів, 3 агрономи, 10 викладачів інститутів і технікумів та ін.
Головою товариства обрано С. Г. Грушевського. Основною метою було визначено розширення впливу товариства на всю територію Донецької губернії: Старобільська, Артемівська, Сталінська та Маріупольська округи.
З 1926 до 1928 року діяльність товариства зосередилась у 5 секціях: археологічна, природознавча, педагогічна, соціально-історична, технічна, українознавча, а заявлені спершу медична та сільськогосподарська не розпочали роботу. На засіданнях секцій заслуховувалися численні доповіді з актуальних питань. Зокрема, з доповідями на засіданнях археологічної секції виступали С. О. Локтюшев «Раскопки в Луганском округе в 1926—1927 гг.» (14.04.1927), «Раскопки в городищах Луганского округа» (15.06.1927), «Охрана памятников в Луганском округе» (14.02.1928), В. О. Фесенко «Научное значение архива Луганского литейного завода» (14.02.1927); по педагогічній секції — Ф. А. Бєльський «Тести Кортіса та спосіб користування їми» (18.10.1926), «Організація шкіл для зверхобдарованих» (02.03.1927), «Вимірювання організованості шкільної групи» (14.11.1927), по соціально-історичній — С. Г. Грушевський «До характеристики окупації німцями Вкраїни у 1918 р.» (за матеріалами Луганського окрарху) (13.10.1926), «Кирило-Методієвське братство» (18.03.1927), «Нарис з історії Жовтневої Революції на Луганщині» (04.12.1927) та ін.
1930 року переїхав до Кубані й активно включився запроваджувати політику українізації в Кубанському інституті народної освіти імені М. Скрипника.

## Розстріл
С. Грушевський спочатку підтримав каральну політику СРСР проти української інтелігенції. 1930 року під час процесу «Спілки визволення України» зібрав на мітинг наукових співробітників і студентів ДІНО, на якому «гнівно засудили ворогів народу».
Проте незабаром і сам став жертвою радянської репресивної машини. 13 січня 1933 року професора заарештували. У серпні колегія ОДПУ засудила його на 10 років ув'язнення, яке він відбував у Соловецькому таборі особливого призначення.
3 листопада 1937 року Сергія Грушевського розстріляли в урочищі Сандармох у Карелії.
Посмертно реабілітований Постановою Військового трибуналу Північнокавказького округу 8.08.1960 р. за відсутністю складу злочину.